# Sauvigny-les-Bois
Sauvigny-les-Bois ist eine Gemeinde mit 1.413 Einwohnern (Stand: 1. Januar 2022) in Zentralfrankreich im Département Nièvre in der Region Bourgogne-Franche-Comté. Sauvigny-les-Bois gehört zum Arrondissement Nevers und zum Kanton Imphy.

## Geografie
Sauvigny-les-Bois liegt etwa neun Kilometer ostsüdöstlich von Nevers an der Loire. Umgeben wird Sauvigny-les-Bois von den Nachbargemeinden Montigny-aux-Amognes im Norden, Saint-Jean-aux-Amognes im Nordosten, La Fermeté im Osten, Imphy im Süden und Südosten, Chevenon im Süden sowie Saint-Éloi im Westen.

## Bevölkerungsentwicklung
| Jahr                       | 1962 | 1968 | 1975 | 1982 | 1990 | 1999 | 2006 | 2013 |
| Einwohner                  | 947  | 1140 | 1306 | 1390 | 1591 | 1527 | 1515 | 1550 |
| Quellen: Cassini und INSEE |      |      |      |      |      |      |      |      |

## Sehenswürdigkeiten
- Kirche Saint-Étienne, Fundamente aus der Zeit um 800, wieder errichtet im 12. Jahrhundert, Umbauten im 16. Jahrhundert, im 19. Jahrhundert restauriert, Teile sind Monument historique

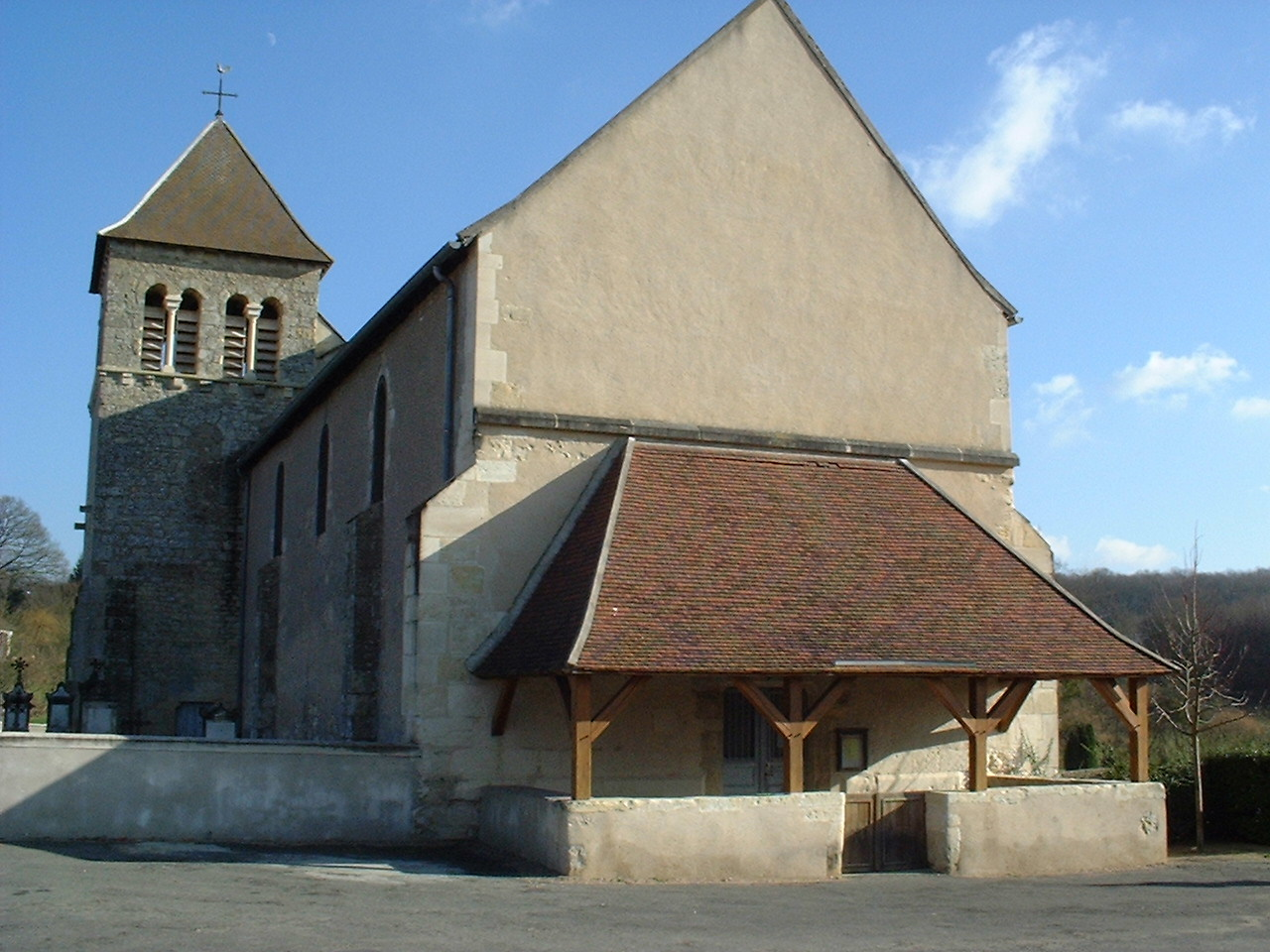
Kirche Saint-Étienne

## Gemeindepartnerschaften
Mit der deutschen Gemeinde Neuhäusel in Rheinland-Pfalz besteht seit 1992 eine Partnerschaft.